# Segura de Toro
Segura de Toro è un comune spagnolo di 207 abitanti situato nella comunità autonoma dell'Estremadura.

## Storia
Fu quasi sicuramente un sito abitato dal popolo dei Vettoni, come testimoniato da numerosi reperti archeologici, tra cui spicca una scultura di toro in granito del VI secolo a. C. collocata oggi nella piazza principale: un monumento storico che appare anche nello stemma del comune e che identifica e dà il nome all'abitato. 

Nel XII secolo i cavalieri templari eressero un castello per sorvegliare la Via Delapidata durante il periodo della Reconquista.